# Visejec
Visejec je naselje u slovenskoj Općini Žužemberku. Visejec se nalazi u pokrajini Dolenjskoj i statističkoj regiji Jugoistočnoj Sloveniji. 

## Stanovništvo
Prema popisu stanovništva iz 2002. godine naselje je imalo 102 stanovnika.